# Investidura presidencial de Theodore Roosevelt en 1905
La investidura presidencial de Theodore Roosevelt en 1905 se llevó a cabo el 4 de marzo de 1905. Esto marcó el comienzo del segundo mandato de Theodore Roosevelt como vigésimo sexto presidente de los Estados Unidos. El juez presidente, Melville Fuller, administró el juramento del cargo.

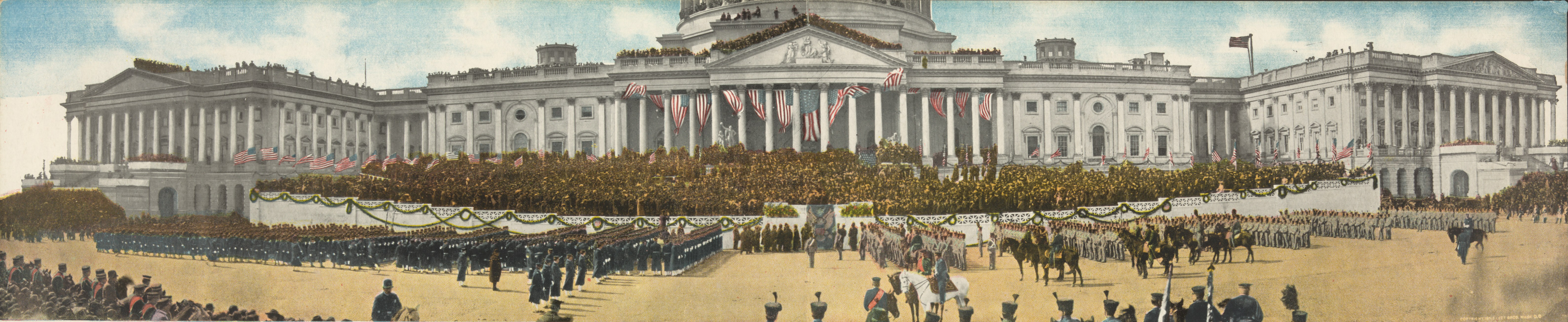
Panorama de la ceremonia de toma de posesión.